# 十津川大水害

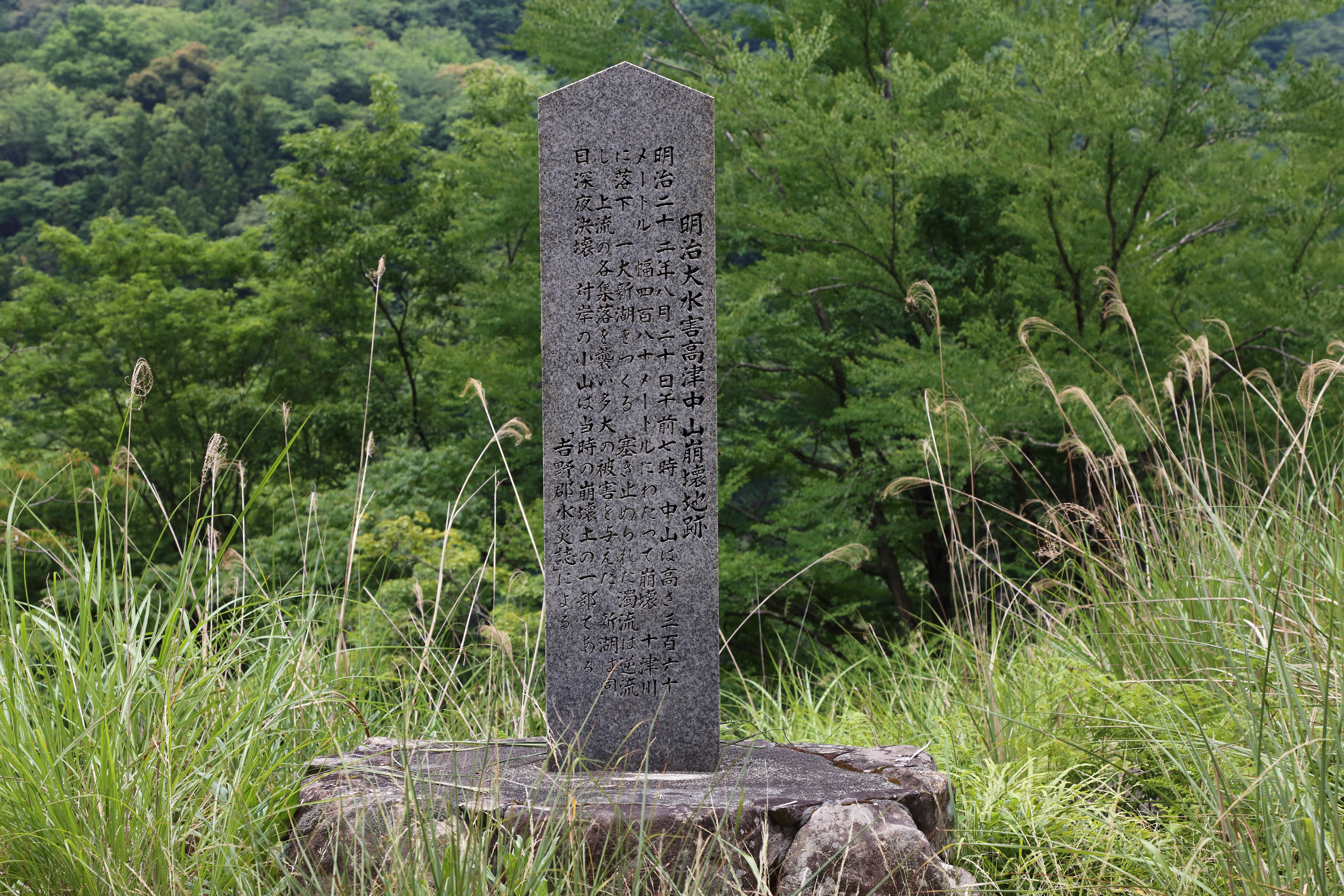
明治大水害高津中山崩壊地跡碑
「明治二十二年八月二十日午前七時　中山は高さ三百六十メートル　幅四百八十メートルにわたって崩壊」……（奈良県吉野郡十津川村高津）

十津川大水害（とつかわだいすいがい）は、1889年（明治22年）8月、熊野川（十津川）流域で起きた大規模水害である。奈良県吉野郡十津川郷（現・十津川村）に壊滅的な被害をもたらした。十津川の大水災、熊野川大水害、熊野川大洪水、紀和水害もしくは紀和大水害（紀は紀州《紀伊の国・和歌山県》、和は和州《大和の国・奈良県》、なお実際の死者数は和歌山県の方が奈良県より5倍多い）などとも呼ばれる。

## 気象状況
秋雨前線が日本付近に停滞しているところへ、台風が南海上から接近、8月18日から19日にかけて和歌山県から奈良県南部の範囲に大雨をもたらした。台風は19日午前6時過ぎに高知県東部に上陸し、まっすぐ北上して四国地方及び中国地方を縦断、20日に日本海に抜けた。 和歌山県の記録によると、20日午前3時頃から西南風が強く吹き、711mbの低気圧に風速40mをともなって県下に襲来、雨は9月7日まで降り続いた。記録に残る和歌山県での最大雨量は20日に現・田辺市元町で観測した日雨量901.7mm、時間最大雨量は169.6mm。奈良県吉野地方では19日の雨量は1,000mmを越え時間雨量は130mmと推定されている。

## 奈良県内の被害
奈良県吉野郡十津川郷（現・十津川村）では、大規模な山腹崩壊が1080か所で発生。十津川（熊野川）が刻んだ谷を土砂が埋め37か所で天然ダムをつくり、多くの堰止湖が出現。天然ダム決壊にともなう洪水により甚大な被害が生じた。土砂堆積は地形を一変させるもので、河床に堆積した砂礫は平均で30mとの推定がある。この災害は深層崩壊の典型事例として記録されている。
北十津川村、十津川花園村、中十津川村、西十津川村、南十津川村、東十津川村の6か村からなる十津川郷は、村民12862人のうち死者168人、全壊・流出家屋426戸、半壊まで含めると全戸数2403戸の1/4にあたる610戸に被害、耕地の埋没流失226ha、山林の被害も甚大で、生活の基盤を失った者は約3000人にのぼり、県の役人が「旧形に復するは蓋し三十年の後にあるべし」と記すほどであった。被災者2691人が同年10月北海道に移住、新十津川村がつくられることになった。

### 『吉野郡水災誌』に見る被災状況
『明治22年吉野郡水災誌』は宇智吉野郡役所が編纂し1891年（明治24年）4月に発表した全11巻におよぶ本災害の記録である。被災した吉野郡内12か村の詳細な記録を現在に伝える。12か村とは十津川郷6か村の他、その上流域にある天川村、大塔村（現・五條市の一部）、野迫川村と、それらの村と分水嶺をはさんで北側に隣接する紀の川水系の宗檜村（現・五條市）、南芳野村（現・下市町の一部と黒滝村）、賀名生村（現・五條市）である。1村1巻として編製されているが第10巻のみ宗檜村と南芳野村の2村を1巻にまとめているため12村で全11巻となっている。
| 村名         | 大規模 崩壊数 | 死者数 | 流出戸数 | 全壊戸数 | 新湖数   |
| ------------ | ------------- | ------ | -------- | -------- | -------- |
| 天川村       | 12            | 10     | 17       | 2        | 4        |
| 大塔村       | 25            | 35     | 43       | 20       | 5        |
| 野迫川村     | 11            | 27     | 16       | 3        | 4        |
| 北十津川村   | 203           | 86     | 134      | 19       | 13       |
| 十津川花園村 | 46            | 11     | 74       | 13       | 4        |
| 中十津川村   | 106           | 5      | 9        | 12       | 2        |
| 西十津川村   | 486           | 42     | 6        | 49       | 11       |
| 南十津川村   | 207           | 21     | 23       | 64       | 4        |
| 東十津川村   | 32            | 3      | 21       | 2        | 3        |
| 宗檜村       | 0             | 5      | 13       | 14       | 1        |
| 賀名生村     | 19            | 0      | 8        | 2        | 2        |
| 南芳野村     | 末表なし      | 4      | 1        | 末表なし | 末表なし |
| 合計         | 1147          | 249    | 365      | 200      | 53       |

上表の被害数などは各巻末の統計表にある数値をまとめたものである。被害数などについては第1巻巻頭の緒言に全村の合計数があり、また各巻の本文中に各村の数値がある。死者数・流出戸数・全壊戸数については村によって本文中の記載が末表の数値と微妙に異なるものがあるがほぼ一致している。
一方、大規模崩壊数については12村中5村で数値が異なる。例えば宗檜村は末表では0となっているが本文中では101か所と記載されており、各村の本文の数値を合計すると1,372か所となる。また末表と本文の数値を仮に誤差範囲と考えても緒言では大規模崩壊数を247か所としており大きく異なる。この緒言の247については、調査数値1147を247と取り違えて印刷されたのかもしれない。なお、大規模崩壊数とは縦横50間以上（縦横約90m以上）の山地崩壊の発生数である。小規模な崩壊は至るところで発生しており地域により無視されていたり無数と記述されている。
山地の大規模崩壊や新湖の発生は災害の原因となったが、上表からも特に北十津川村と西十津川村に激しく襲いかかったことがわかる。
| 村名                                                                                 | 所在地       | 新湖名       | 河川名   | 崩壊規模（間）※        | 発生日   |
| ------------------------------------------------------------------------------------ | ------------ | ------------ | -------- | ---------------------- | -------- |
| 天川村                                                                               | 塩野         | 塩野新湖     | 天ノ川   | 480×350                | 8月20日  |
| 天川村                                                                               | 庵住         | 庵住新湖     | 天ノ川   | 150×80、400×50、150×60 | 8月20日  |
| 天川村                                                                               | 庵住         | 玉ヶ谷新湖   | 玉ヶ谷   | 60×50                  | 8月19日  |
| 天川村                                                                               | 南角         | 南角新湖     | 天ノ川   | 90×60                  | 8月20日  |
| 大塔村                                                                               | 清水字樋ノ瀬 | 河原樋新湖   | 河原樋川 | 660×600                | 8月21日  |
| 大塔村                                                                               | 清水字出合   | 牛ノ鼻新湖   | 天ノ川   | 河原樋新湖の決壊       | 9月7日   |
| 大塔村                                                                               | 宇井         | 宇井新湖     | 天ノ川   | 180×200                | 8月20日  |
| 大塔村                                                                               | 辻堂         | 辻堂新湖     | 天ノ川   | 300×150、360×50        | 8月20日  |
| 北十津川村                                                                           | 高津         | 林新湖       | 十津川   | 180×240×50             | 8月20日  |
| 北十津川村                                                                           | 内野         | 内野新湖     | 神納川   | 200×180×50             | 8月20日  |
| 北十津川村                                                                           | 山天         | 山天新湖     | 神納川   | 1500×200×40            | 8月19日  |
| 北十津川村                                                                           | 五百瀬       | 五百瀬新湖   | 神納川   | 200×170                | 8月19日  |
| 北十津川村                                                                           | 杉清         | 杉清新湖     | 神納川   | 500×160、600×200       | 8月20日  |
| 北十津川村                                                                           | 杉清         | 山葵新湖     | 神納川   | 900×480、800×500       | 8月20日  |
| 十津川花園村                                                                         | 川津         | 川津新湖     | 十津川   | 記載なし               | 8月19日  |
| 十津川花園村                                                                         | 川津         | 野広瀬新湖   | 十津川   | 900×480                | 8月19日  |
| 十津川花園村                                                                         | 風屋         | 風屋新湖     | 十津川   | 200×150                | 8月20日  |
| 十津川花園村                                                                         | 野尻         | 野尻新湖     | 十津川   | 180×200、360×270       | 8月20日  |
| 中十津川村                                                                           | 小原         | 小原新湖     | 十津川   | 200×200                | 8月20日  |
| 中十津川村                                                                           | 小森         | 広尾渓新湖   | 広尾渓   | 300×300、180×120       | 8月20日  |
| 西十津川村                                                                           | 玉垣内       | 桂釜新湖     | 今西川   | 400×500                | 8月20日  |
| 西十津川村                                                                           | 重里         | 重里新湖     | 西川     | 480×500                | 8月20日  |
| 西十津川村                                                                           | 重里         | 西ノ窪地新湖 | 西川     | 180×240                | 8月20日  |
| 西十津川村                                                                           | 重里・永井   | 久保谷新湖   | 西川     | 350×300、300×60        | 8月20日  |
| 西十津川村                                                                           | 今西         | 突合新湖     | 今西川   | 240×150                | 8月20日  |
| 南十津川村                                                                           | 山手         | 山手新湖     | 山手川   | 300×300                | 8月20日  |
| 南十津川村                                                                           | 山手         | 柏渓新湖     | 柏渓     | 240×180                | 8月20日  |
| 東十津川村                                                                           | 小川         | 小川新湖     | 白谷川   | 900×360、480×240       | 8月21日  |
| 宗檜村                                                                               | 阪巻         | 阪巻新湖     | 宗川     | 60×60                  | 8月18日  |
| 賀名生村                                                                             | 大日川       | 東谷新湖     | 東谷川   | 200×70〜80の3所        | 8月19日  |
| 賀名生村                                                                             | 大日川       | 西谷新湖     | 西谷川   | 180×60                 | 記載なし |
| ※崩壊規模：新湖発生原因となった崩壊の、縦×横（×厚さ）を表す。単位は間（1間=約1.82m） |              |              |          |                        |          |

山地崩壊による土砂は濁流が流れていた河川を塞き止め新湖が発生した。やがて水位の上昇に伴い水圧が増大し、あるいは堰を越流しやがて決壊した。

## 和歌山県内の被害
十津川は奈良・和歌山県境から下流を熊野川と呼ばれるが、その河口の新宮町（現・新宮市）でも、死者7人、流失・全壊戸数591戸などの被害が記録されている。熊野川中流の本宮村（現・田辺市本宮町本宮）では、中州にあった熊野本宮大社社殿は破損し、のちに山寄りに移築されることとなった。
一方、和歌山県中部を南流する富田川では、県の調査によれば過去の記録には全く見られない水位18mの大増水が生じた。河口近い現・白浜町域では、19日午前2時頃、堤防が一斉に決壊、濁流により「人家はほとんど流失、人間や多くの家畜・木材や砂や岩石と共に上流から流れてきて海に向かって音をたてて注いでい」ったという。富田川流域全体で、死者565人、負傷者52人、家屋流失749戸、半流47戸、全壊459戸、半壊148戸、牛馬の死亡136頭、堤防は各所で壊れ、手入れの行き届いた水田も河原のようになっていた、などの被害が伝えられている。この地域から、十津川村のように屯田兵や一般住民として北海道へ渡っていった人々もいた。
他に、紀の川、有田川、日高川、会津川、日置川など県内の主要河川が激しく氾濫し、山崩れも引き起こされ、河川沿いの集落や田畑は壊滅的な打撃を受けた。浸水町村数は2町178村にわたり、死者総数1247人（内訳は、富田川流域565人、会津川流域320人、日置川流域49人、熊野川流域7人、など）、流出家屋3675戸、全壊家屋1524戸、半壊家屋2344戸、浸水家屋33081戸、橋梁流失931件、船舶流失247雙、死亡牛馬227頭、耕宅地流失7000町歩、堤防決壊1072か所などの被害がもたらされた。